# El mensaje
El mensaje (internationaler Titel: The Message, dt.: Die Nachricht) ist ein argentinisch-spanischer Spielfilm von Iván Fund aus dem Jahr 2025.

## Handlung
In der argentinischen Provinz entdecken die Pflegeeltern Myriam und Roger, dass das ihnen anvertraute Kind Anika eine seltsame Gabe besitzt. Es gelingt dem Mädchen, mit Tieren zu kommunizieren. Das opportunistische Ehepaar glaubt an ein gutes Geschäft. Es beginnt, Beratungen mit Anika als Tiermedium anzubieten und hofft, auf diese Weise fortan seinen Lebensunterhalt verdienen zu können. Anika werden dabei Haus- und Wildtiere zugeführt, der Lohn fällt jedoch gering aus.
Später macht sich das Trio auf den Weg zu einer psychiatrischen Klinik. Dort ist Anikas Mutter untergebracht. Wie alle weiblichen Mitglieder ihrer Familie, scheint auch sie dieselbe Gabe zu besitzen. Während ihrer Reise lernt Anika, den Erwachsenen Trost zu spenden.

## Veröffentlichung
El mensaje wurde am 18. Februar 2025 im Rahmen der 75. Berlinale uraufgeführt. Dort wurde das Werk in den Hauptwettbewerb um den Goldenen Bären eingeladen.

## Auszeichnungen
Regisseur Iván Fund wurde in Berlin der Silberne Bär – Preis der Jury zuteil.